# Tengen 2025
Il Tengen 2025 è la cinquantunesima edizione della competizione goistica giapponese «Tengen», e ha prevede diversi tornei di selezione dello sfidante che affronterà Ichiriki Ryō nella finale al meglio dei cinque incontri.

## Svolgimento
Alcuni tornei preliminari sono stati disputati tra il 4 settembre 2024 e il 5 febbraio 2025 per determinare l'accesso al torneo per la determinazione dello sfidante. I tornei hanno qualificato Tsuji Shigehito, Nishi Takenobu, Ha Youngil, Yuki Satoshi, Yu Zhengqi, Sada Atsushi, Abe Yoshiki, Otake Yu, Mutsuura Yuta, Ida Atsushi, Tsuruta Kazushi, Mito Shuhei, Muramoto Wataru, Yokotsuka Riki, O Meien, Cho U, Shuto Shun,  Koike Yoshihiro, So Yokoku,  Motoki Katsuya, Sakai Yuki, Chang Fukang, Fujisawa Rina, Cho Chikun, Hirose Yuichi, Oomote Takuto, Rin Kanketsu, Ryu Shikun.

### Torneo
- B indica vittoria col bianco
- N indica vittoria col nero
- X indica la sconfitta
- +R indica che la partita si è conclusa per abbandono
- +<numero> indica lo scarto dei punti a fine partita
- +F indica la vittoria per forfeit
- +T indica la vittoria per timeout
- +? indica una vittoria con scarto sconosciuto
- V indica una vittoria in cui non si conosce scarto e colore del giocatore

Un incontro preliminare stato vinto da Cho U su Motoki Katsuya. Il torneo per la determinazione dello sfidante si è disputato a eliminazione diretta a partire dal 10 febbraio.
|  | Primo turno      | Primo turno |  |  | Secondo turno    | Secondo turno |                  |                  | Terzo turno | Terzo turno |  |  | Semifinale | Semifinale |  |  | Finale | Finale |
|  |                  |             |  |  |                  |               |                  |                  |             |             |  |  |            |            |  |  |        |        |
|  | Otake Yu         | B+R         |  |  |                  |               |                  |                  |             |             |  |  |            |            |  |  |        |        |
|  | Muramoto Wataru  |             |  |  | Otake Yu         | B+R           |                  |                  |             |             |  |  |            |            |  |  |        |        |
|  | So Yokoku        |             |  |  | Rin Kanketsu     |               |                  |                  |             |             |  |  |            |            |  |  |        |        |
|  | Rin Kanketsu     | B+R         |  |  |                  |               |                  | Otake Yu         |             |             |  |  |            |            |  |  |        |        |
|  | Ida Atsushi      | B+6,5       |  |  | Shibano Toramaru | B+R           |                  |                  |             |             |  |  |            |            |  |  |        |        |
|  | Yuki Satoshi     |             |  |  | Ida Atsushi      |               |                  |                  |             |             |  |  |            |            |  |  |        |        |
|  | Shibano Toramaru | N+R         |  |  | Shibano Toramaru | N+R           |                  |                  |             |             |  |  |            |            |  |  |        |        |
|  | Mito Shuhei      |             |  |  |                  |               |                  | Shibano Toramaru | N+R         |             |  |  |            |            |  |  |        |        |
|  | Fujisawa Rina    | N+0,5       |  |  | Kyo Kagen        |               |                  |                  |             |             |  |  |            |            |  |  |        |        |
|  | Sakai Yuki       |             |  |  | Fujisawa Rina    |               |                  |                  |             |             |  |  |            |            |  |  |        |        |
|  | Yu Zhengqi       | B+R         |  |  | Yu Zhengqi       | N+R           |                  |                  |             |             |  |  |            |            |  |  |        |        |
|  | Ryu Shikun       |             |  |  |                  |               | Yu Zhengqi       |                  |             |             |  |  |            |            |  |  |        |        |
|  | Iyama Yuta       | B+R         |  |  | Kyo Kagen        | B+R           |                  |                  |             |             |  |  |            |            |  |  |        |        |
|  | Koike Yoshihiro  |             |  |  | Iyama Yuta       |               |                  |                  |             |             |  |  |            |            |  |  |        |        |
|  | Oomote Takuto    |             |  |  | Kyo Kagen        | N+2,5         |                  |                  |             |             |  |  |            |            |  |  |        |        |
|  | Kyo Kagen        | B+R         |  |  |                  |               |                  | Shibano Toramaru |             |             |  |  |            |            |  |  |        |        |
|  | Yokotsuka Riki   |             |  |  | Shida Tatsuya    |               |                  |                  |             |             |  |  |            |            |  |  |        |        |
|  | Murakawa Daisuke | B+R         |  |  | Murakawa Daisuke | N+3,5         |                  |                  |             |             |  |  |            |            |  |  |        |        |
|  | Ha Youngil       |             |  |  | Cho Chikun       |               |                  |                  |             |             |  |  |            |            |  |  |        |        |
|  | Cho Chikun       | N+2,5       |  |  |                  |               | Murakawa Daisuke | N+3,5            |             |             |  |  |            |            |  |  |        |        |
|  | Mutsuura Yuta    | N+R         |  |  | Mutsuura Yuta    |               |                  |                  |             |             |  |  |            |            |  |  |        |        |
|  | Nishi Takenobu   |             |  |  | Mutsuura Yuta    | N+R           |                  |                  |             |             |  |  |            |            |  |  |        |        |
|  | O Meien          |             |  |  | Sada Atsushi     |               |                  |                  |             |             |  |  |            |            |  |  |        |        |
|  | Sada Atsushi     | B+R         |  |  |                  |               | Murakawa Daisuke |                  |             |             |  |  |            |            |  |  |        |        |
|  | Shida Tatsuya    | N+R         |  |  | Shida Tatsuya    | N+R           |                  |                  |             |             |  |  |            |            |  |  |        |        |
|  | Abe Yoshiki      |             |  |  | Shida Tatsuya    | B+3,5         |                  |                  |             |             |  |  |            |            |  |  |        |        |
|  | Hirose Yuichi    | B+6,5       |  |  | Hirose Yuichi    |               |                  |                  |             |             |  |  |            |            |  |  |        |        |
|  | Tsuji Shigehito  |             |  |  |                  |               | Shida Tatsuya    | N+R              |             |             |  |  |            |            |  |  |        |        |
|  | Shuto Shun       |             |  |  | Cho U            |               |                  |                  |             |             |  |  |            |            |  |  |        |        |
|  | Chang Fukang     | B+0,5       |  |  | Chang Fukang     |               |                  |                  |             |             |  |  |            |            |  |  |        |        |
|  | Cho U            | N+4,5       |  |  | Cho U            | N+R           |                  |                  |             |             |  |  |            |            |  |  |        |        |
|  | Tsuruta Kazushi  |             |  |  |                  |               |                  |                  |             |             |  |  |            |            |  |  |        |        |

### Finale
La finale è una sfida al meglio dei cinque incontri, tra il detentore Ichiriki Ryō e lo sfidante selezionato dal torneo preliminare.